# Motorvej på sengekanten
Motorvej på sengekanten er en dansk sengekantsfilm fra 1972, instrueret af John Hilbard efter et manuskript af John Hilbard selv og Finn Henriksen.

## Medvirkende
- Søren Strømberg
- Paul Hagen
- Birte Tove
- Annie Birgit Garde
- Axel Strøbye
- Arthur Jensen
- Susanne Jagd
- Karl Stegger
- Valsø Holm
- Ulf Pilgaard
- Christoffer Bro
- Kirsten Passer
- Arne Hansen
- Ulla Jessen
- Benny Hansen
- Gertie Jung
- William Kisum
- Bjørn Puggaard-Müller
- Pernille Grumme
- Ole Monty
- Jens Brenaa
- Søren Steen
- Holger Vistisen